# Médiouna (província)
Médiouna é uma província de Marrocos que faz parte da região de Casablanca-Settat. Tem uma área de 216 km² e uma população de 172.680 habitantes (em 2014). A sua capital é a cidade de Médiouna.

## Limites
- Norte pela província de Benslimane.
- Sul pela província de Nouaceur.
- Oeste pela cidade de Casablanca.
- Leste pela província de Settat.

## História
A província de Médiouna foi criada em 2003. Até a reforma administrativa de 2015 fazia parte da extinta região de Grande Casablanca.

## Clima
A província é caracterizada por um clima oceânico com uma temperatura média de 13°C durante o inverno e 23°C durante a estação quente. A precipitação pode chegar a 376 mm em um ano normal.

## Localidades
- Médiouna